# Афонсу Бразильский
Афо́нсу де Брага́нса (порт. Afonso de Bragança; при рождении Афо́нсу Пе́дру ди Алканта́ра Криштиа́ну Леопо́льду Фили́пп Эухе́нио Миге́л Габриэ́л Рафаэ́л Гонза́га (порт.  Afonso Pedro de Alcântara Cristiano Leopoldo Filipe Eugênio Miguel Gabriel Rafael Gonzaga); 23 февраля 1845, Дворец Сан-Кристован, Рио-де-Жанейро, Бразильская империя — 11 июня 1847, там же) — бразильский принц, наследник престола первой очереди; старший сын императора Педру II, и Терезы Кристины Бурбон-Сицилийской; из династии Браганса; умер в возрасте двух лет.

## Биография

### Рождение
Афонсу родился в 13:35 дня 23 февраля 1845 года в императорском дворце Сан-Кристован, в Рио-де-Жанейро. Своё имя юный наследник получил в честь Альфонса I, герцога Браганса, сына короля Жуана I и основателя династии Браганса. Принц стал первенцем в семье 19-летнего императора Педру II и Терезы Кристины Бурбон-Сицилийской. По отцу был внуком императора Педру I и Марии Леопольдины Австрийской; по матери — Франциска I, короля Обеих Сицилий и Марии Изабеллы Испанской. Он также был племянником королевы Португалии Марии II.
Посол США в Бразилии сообщал, что его рождение ознаменовалось «артиллерийскими залпами и последовавшими после этого грандиозными праздниками при дворе императора…». Как и было принято в доме Браганса, рождение принца, а тем более наследника престола, было событием с участием всего императорского двора. Педру II сразу показал новорожденного сына толпе, собравшейся во дворце, объявив: «Джентльмены! Это принц, которого Бог…». Дальше император не мог продолжать — его переполняли эмоции. Рождение наследника было встречено с большой радостью среди простого населения по всей империи. Луиш Алвиш ди Лима и Силва, бразильский политик, позже ставший герцогом Кашиаш, писал отцу из дворца: «Никто не был счастливее меня, когда узнал, что у нашего императора появился наследник!».
Рождение будущего преемника изменило характер его отца-императора. Ранее неуверенный и скрытый, он стал более открытым и твёрдым в своих решениях монархом. Его супружеская жизнь с императрицей Терезой Кристиной, брак с которой был заключён лишь из политических соображений, тоже улучшилась, и они стали ближе; с детьми пришли и общие интересы, их брак стал напоминать хорошую дружбу.

### Смерть
Как старший сын императора, с рождения именовался «Его Императорское Высочество императорский принц Бразилии». Говорили, что он походил на отца: лицом, глазами и волосами. Император проводил с ним большую часть времени. Письмо, написанное королеве Португалии Марии II через несколько месяцев после рождения второго ребёнка — дочери Изабеллы, выражает счастье императора: «Пишу Вам сообщить, что я, императрица и наши крохи чувствуют себя великолепно. Афонсу становится все более симпатичным ребёнком, он уже ходит и говорит множество слов, большинство из которых не понятны нам, но это делает его самым очаровательным ребёнком».
11 июня 1847 года принц Афонсу играл в библиотеке отца, когда он испытал несколько сильных судорог и неожиданно скончался. Ему не было и трёх лет. Скорее всего принц страдал с рождения эпилепсией, как и отец. Смерть сына опустошила императорскую чету. Было опасение, что смерть наследника негативно скажется на императрице, которая тогда носила своего третьего ребёнка. 13 июля, без осложнений, она родила дочь Леопольдину. Разбитый горем император писал своей мачехе вдовствующей императрице Амелии о смерти Афонсу: «С огромной болью сообщаю Вам, что Ваш крёстный сын и мой дорогой наследник умер в судорогах, которыми он страдал в течение пяти последних часов; несколько дней назад у моей Изабеллы случился подобный приступ, который сильно меня напугал».
Для погребения принца были организованы пышные похороны, которые последний раз проводились для принцессы Паулы, которая скончалась в 1833 году. Похороны состоялись в 19:00, через три дня после его кончины, в монастыре Святого Антония в Рио-де-Жанейро, где покоились его тетя Паула, дядя Жуан, а позже — и единственный брат Педру Афонсу, также умерший в детстве.
Принц Афонсу был награждён следующими бразильскими и португальскими орденами: Орден Южного Креста, Орден Христа, Ависский орден, Орден Сантьяго, Орден Педру I, Орден Розы. Он также был почётным президентом Бразильского Исторического и Географического института.

### Наследие
Ранняя смерть старшего сына и наследника престола, а позже и смерть младшего сына, имели огромное влияние на императора Педру II. Кончина одного сына, а через несколько лет другого, повлияли не только на императора, но и на всю империю: после их смерти император стал меньше времени уделять политике, что в конечном итоге привело к свержению монархии в Бразилии. Хотя у Педру была наследница, принцесса Изабелла, он мало верил, что женщина сможет управлять империей. Он уважительно относился к женскому полу, но не мог представить, что монархом станет его дочь. Педру не сделал ровным счетом нечего для подготовки будущей императрицы, и вообще всячески пытался ограничить вмешательство женщин в политическую систему.
Педру II начал своё правление с тяжёлого кризиса, но повзрослев, он быстро вывел страну из него. К моменту рождения Афонсу страна входила в эру процветания, относительного развития и спокойствия. В то время, когда политический курс императора стал приносить свои плоды, отсутствие у него наследника мужского пола заставило его потерять мотивацию в ведении политических дел в стране. Император отвернулся от семьи и народа. В 1889 году он был свергнут в результате государственного переворота и династия Браганса больше никогда уже не занимала императорский трон Бразилии.